# Derlis Florentín
Derlis Florentín est un footballeur paraguayen né le 9 janvier 1984 et décédé d'un accident de voiture le 28 mars 2010. Il était attaquant.

## Biographie
Derlis Florentín joue avec l'équipe du Paraguay des moins de 17 ans puis des moins de 19 ans.
Au cours de sa carrière il évolue dans de nombreux championnats : au Paraguay, en Argentine, en Équateur, au Brésil, en Uruguay, au Pérou et même au Japon.